# La signora mia zia
La signora mia zia (Auntie Mame) è un film del 1958 diretto da Morton DaCosta e tratto dal libro Zia Mame di Patrick Dennis.

## Trama
Patrick, rimasto improvvisamente orfano, viene affidato alle cure di sua zia Mame, quanto mai poco abituata a relazionarsi con l'infanzia. Ma saranno proprio l'amabile eccentricità della zia ed il suo grande cuore a rivelarsi il filo conduttore della pellicola.

## Riconoscimenti
- 1959 - Premio Oscar
  - Candidatura Miglior film a Jack L. Warner
  - Candidatura Miglior attrice protagonista a Rosalind Russell
  - Candidatura Miglior attrice non protagonista a Peggy Cass
  - Candidatura Migliore fotografia a Harry Stradling Sr.
  - Candidatura Migliore scenografia a Malcolm C. Bert e George James Hopkins
  - Candidatura Miglior montaggio a William H. Ziegler
- 1959 - Golden Globe
  - Miglior film commedia
  - Miglior attrice in un film commedia o musicale a Rosalind Russell
  - Candidatura Miglior attrice non protagonista a Peggy Cass
- 1960 - Premio BAFTA
  - Candidatura Miglior attrice straniera a Rosalind Russell

Nel 2000 l'American Film Institute l'ha inserito al 94º posto della classifica delle cento migliori commedie americane di tutti i tempi. Nel 2005 ha inserito la battuta «Life is a banquet, and most poor suckers are starving to death!» («La vita è un banchetto ed i poveri scemi muoiono di fame!») al 93º posto della classifica delle cento migliori citazioni.